# Talento millonario
Talento millonario es una película dramática colombiana de 2017 dirigida y escrita por Edison Vanegas y protagonizada por Isaac Vanegas, Elizabeth Minotta, Andrés Restrepo, Fabio Restrepo y Edgardo Román.

## Sinopsis
La película narra la historia de Isaac, un niño con síndrome de Down que se convierte en un virtuoso pianista. Con su talento tratará de conquistar al jurado de Talento millonario, un programa de concurso para personas con algún tipo de discapacidad.

## Reparto
- Isaac Vanegas - Isaac
- Elizabeth Minotta - María
- Andrés Restrepo - Sergio
- Fabio Restrepo - Francisco Reyes
- Edgardo Román - Don Rafa